# Chiesa di San Lorenzo (Pieve Vergonte)
La chiesa di San Lorenzo è un edificio religioso situato a Megolo, frazione del comune di Pieve Vergonte, in provincia del Verbano-Cusio-Ossola e diocesi di Novara; fa parte dell'unità pastorale di Villadossola.

## Descrizione
La chiesa sorge nel luogo un cui un tempo si trovava un monastero benedettino, il monastero di Clonza (o Clontia o Cloncia), forse un priorato dipendente da quello di San Lorenzo di Novara e che cessò di esistere nel XIII secolo. L'originaria cappella venne ampliata e poi completamente modificata nel 1596 cambiandone l'orientamento.
La parte più antica e significativa dell'edificio è il campanile in pietra, uno tra i campanili romanici a fusto liscio presenti in Ossola, formato da blocchi irregolari di pietra e privo, al contrario di altri, di partiture orizzontali. Nei due ordini di aperture vi sono una feritoia e una bifora, sia la cella campanaria sia la cuspide sono aggiunte successive.